# 乱雑位相近似

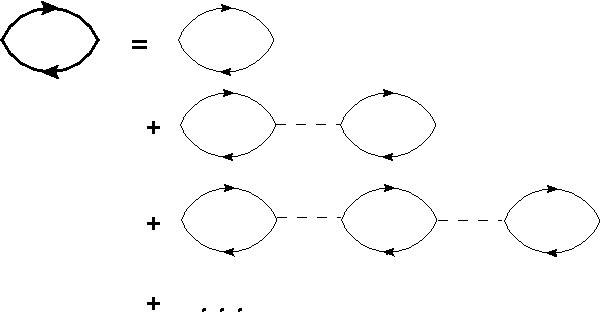
ファインマンダイアグラムにおいて、乱雑位相近似(RPA)はリングダイアグラムの和として表される。上の太い線は相互作用するGreen関数、細い線は相互作用のないGreen関数、破線は2体の相互作用を表す。

乱雑位相近似（らんざついそうきんじ、英語: Random Phase Approximation, RPA）とは、元々デヴィッド・ボームとデヴィッド・パインズによって展開された多体系における基底状態の量子揺らぎ及び励起振動状態(フォノン)を記述するための近似手法。線形応答理論における摂動論的な近似法の一つである。
粒子系（電子ガスなど）が高密度の場合は、乱雑位相近似が妥当な近似であることが分かっている。
同等な近似手法が、多方面（例：GW近似）で利用、応用されている。

## 第一量子化でのRPA
N粒子系（N電子系）における密度演算子は次のように与えられる。
{\displaystyle \rho ({\vec {q}})=\sum _{i=1}^{N}\exp(i{\vec {q}}\cdot {\vec {r}}_{i})}
ここで位置座標ベクトル{\displaystyle {\vec {r}}_{i}}が無秩序であれば、逆格子ベクトルと位置座標ベクトルとの積、{\displaystyle {\vec {q}}\cdot {\vec {r}}_{i}}も無秩序（乱雑）なので、{\displaystyle \rho ({\vec {q}}\neq 0)}からの寄与が{\displaystyle \rho ({\vec {q}}=0)}よりずっと小さいとして無視できる。これを乱雑位相近似(RPA)という。
{\displaystyle {\vec {q}}\neq 0}においては、{\displaystyle {\vec {q}}\cdot {\vec {r}}_{i}}が乱雑なことにより各項の位相も乱雑となり、和の各成分が相殺し合って全体としての寄与が無視できるほど小さくなることによる。勿論、この近似が適用できない場合も多々ある。

## 概要
RPAは1952年と1953年にボームとパインズによって初めて導入された。それまで何十年もの間、電子間のミクロな量子力学的相互作用の効果を物質の理論に取り入れようとする試みがあった。ボームとパインズのRPAは、弱く遮蔽されたクーロン相互作用を説明し、電子系における電子の動的な線形応答を記述するために用いられる。
RPAでは、電子は全電位V(r)（つまり外部摂動ポテンシャル Vext(r) と遮蔽ポテンシャル Vsc(r) の和）にのみ応答すると仮定される。外部摂動ポテンシャルは単一の周波数 ω で振動すると仮定されるので、このモデルに自己無撞着場（SCF）法を適用すると動的誘電関数 εRPA(k, ω)が得られる。
誘電関数への全電位の寄与は平均化される仮定するため、波数ベクトル k における電位のみが寄与する。これが乱雑位相近似が意味するものである。結果として生じる誘電関数はリンドハード誘電関数とも呼ばれ、電子ガスの多くの性質（プラズモンなど）を正確に予測している。
RPAは自由度を過大に評価していると50年代後半に批判され、その正当化には理論物理学者の多くの労力が費やされた。マレー・ゲルマンとキース・ブルックナーは、高密度の電子ガスのファインマンダイアグラムにおける最低次のチェーンの和からRPAが導かれることを示した。
これらの結果の一貫性はRPAの正当化には重要であり、50年代後半と60年代の理論物理学は大きく発展した。

## RPA方程式
まず第0近似としてハートリー-フォック近似を考える。ハートリー-フォック近似で得られた基底状態には量子揺らぎ効果は含まれてはいない。
そこで、量子揺らぎ効果を含んだ量子状態が一体演算子{\displaystyle {\hat {F}}}を用いて次のように与えられると仮定する。
{\displaystyle |\Psi \rangle =e^{i\lambda {\hat {F}}}|\Phi _{\mathrm {HF} }\rangle }
そして、次にこのように与えられた状態を用いて計算されるハミルトニアンの期待値を{\displaystyle \lambda }に関してテイラー展開すると
次のようになる。
{\displaystyle \langle \Psi |{\hat {H}}|\Psi \rangle =\langle \Phi _{\mathrm {HF} }|{\hat {H}}-i\lambda [{\hat {F}},{\hat {H}}]+{\frac {\lambda ^{2}}{2}}[{\hat {F}},[{\hat {H}},{\hat {F}}]]+\dotsb |\Phi _{\mathrm {HF} }\rangle }
{\displaystyle [{\hat {F}},H]}の期待値がゼロになるように求めるのがハートリー-フォック近似であるので右辺第2項はゼロとなる。
従って、
{\displaystyle {\begin{aligned}\langle \Psi |{\hat {H}}|\Psi \rangle &=\langle \Phi _{\mathrm {HF} }|{\hat {H}}|\Phi _{\mathrm {HF} }\rangle +{\frac {\lambda ^{2}}{2}}\langle \Phi _{\mathrm {HF} }|[{\hat {F}},[{\hat {H}},{\hat {F}}]]|\Phi _{\mathrm {HF} }\rangle +\dotsb \\&=E_{\mathrm {HF} }+{\frac {\lambda ^{2}}{2}}\sum _{minj}{\begin{pmatrix}f_{mi}^{*}&-f_{im}\end{pmatrix}}{\begin{pmatrix}A&B\\B^{*}&A^{*}\end{pmatrix}}_{minj}{\begin{pmatrix}f_{nj}\\-f_{jn}^{*}\end{pmatrix}}+\dotsb \end{aligned}}}
と表されることがわかる。ここで{\displaystyle A}と{\displaystyle B}は二重交換関係{\displaystyle [X,Y,Z]={\frac {1}{2}}[X,[Y,Z]]+{\frac {1}{2}}[[X,Y],Z]}を用いて
{\displaystyle A_{minj}=\langle \Phi _{\mathrm {HF} }|[a_{i}^{\dagger }a_{m},{\hat {H}},a_{n}^{\dagger }a_{j}]|\Phi _{\mathrm {HF} }\rangle }
{\displaystyle B_{minj}=-\langle \Phi _{\mathrm {HF} }|[a_{i}^{\dagger }a_{m},{\hat {H}},a_{j}^{\dagger }a_{n}]|\Phi _{\mathrm {HF} }\rangle }
と定義されている。乱雑位相近似は、これまでの計算で現れた行列
{\displaystyle {\begin{pmatrix}A&B\\B^{*}&A^{*}\end{pmatrix}}}
を対角化するための固有値方程式を考え、その固有値と固有ベクトルを求めること、という言い方ができる。固有値及び固有ベクトルを求める方程式はRPA方程式と呼ばれ、次のような形で与えられる。
{\displaystyle {\begin{pmatrix}A&B\\B^{*}&A^{*}\end{pmatrix}}{\begin{pmatrix}X^{\nu }\\Y^{\nu }\end{pmatrix}}=\hbar \omega _{\nu }{\begin{pmatrix}1&0\\0&-1\end{pmatrix}}{\begin{pmatrix}X^{\nu }\\Y^{\nu }\end{pmatrix}}}
ここで
{\displaystyle {\begin{pmatrix}X^{\nu }\\Y^{\nu }\end{pmatrix}}}
は固有ベクトルであり、{\displaystyle \hbar \omega _{\nu }}は固有値であり励起状態を表す。
また、RPA方程式から得られる固有値が正の値をとる時、ハートレーフォック基底状態はエネルギーの極小値であることから
系のエネルギーは安定であることがわかる。しかし、固有値のなかに一つでも負の値のものが含まれる場合、
もはや安定ではなく異なる基底状態(真空)が存在する可能性、つまり相転移の可能性を示唆している。
固有ベクトルと固有値の存在は量子状態{\displaystyle |\nu \rangle }が、状態
{\displaystyle |mi\rangle =a_{m}^{\dagger }a_{i}|HF\rangle }の線形結合を用いて、
{\displaystyle |\nu \rangle (=O_{\nu }^{\dagger }|\Phi _{RPA}\rangle )=\sum _{mi}(X_{mi}^{\nu }|mi\rangle -Y_{mi}^{\nu }|im\rangle )}
と表せることを示している。この時、量子状態{\displaystyle |\nu \rangle }はその異なるもの同士は直交する、すなわち{\displaystyle \langle \nu |\nu '\rangle =\delta _{\nu \nu '}}と仮定する。
更に{\displaystyle |mi\rangle =a_{m}^{\dagger }a_{i}|HF\rangle }の線形結合で定義される状態{\displaystyle |\nu \rangle }
の最もエネルギーの低い状態(基底状態){\displaystyle |\Phi _{RPA}\rangle }を
{\displaystyle O_{\nu }|\Phi _{RPA}\rangle =0}
と定義する。
以上の条件のもとで上述のRPA固有値方程式は
{\displaystyle \langle \Phi _{RPA}|[O_{\nu '},[H,O_{\nu }^{\dagger }]]|\Phi _{RPA}\rangle =\hbar \omega _{\nu }\delta _{\nu \nu '}}
と等価である。

## 応用: 相互作用するボース粒子系のRPA基底状態
ボソン系のRPA真空{\displaystyle \left|\mathbf {RPA} \right\rangle }は、相関のないボソン真空{\displaystyle \left|\mathbf {MFT} \right\rangle }と元々のボソン励起{\displaystyle \mathbf {a} _{i}^{\dagger }}で表すことができる。
{\displaystyle \left|\mathrm {RPA} \right\rangle ={\mathcal {N}}\mathbf {e} ^{Z_{ij}\mathbf {a} _{i}^{\dagger }\mathbf {a} _{j}^{\dagger }/2}\left|\mathrm {MFT} \right\rangle }
{\displaystyle {\mathcal {N}}={\frac {\left\langle \mathrm {MFT} \right|\left.\mathrm {RPA} \right\rangle }{\left\langle \mathrm {MFT} \right|\left.\mathrm {MFT} \right\rangle }}}
ここでZは{\displaystyle |Z|\leq 1}を満たす対称行列である。
この正規化は次のように計算される。
{\displaystyle \langle \mathrm {RPA} |\mathrm {RPA} \rangle ={\mathcal {N}}^{2}\langle \mathrm {MFT} |\mathbf {e} ^{z_{i}({\tilde {\mathbf {q} }}_{i})^{2}/2}\mathbf {e} ^{z_{j}({\tilde {\mathbf {q} }}_{j}^{\dagger })^{2}/2}|\mathrm {MFT} \rangle =1}
ここで{\displaystyle Z_{ij}=(X^{\mathrm {t} })_{i}^{k}z_{k}X_{j}^{k}}
は{\displaystyle Z_{ij}}の特異値分解である。
{\displaystyle {\tilde {\mathbf {q} }}^{i}=(X^{\dagger })_{j}^{i}\mathbf {a} ^{j}}
{\displaystyle {\begin{aligned}{\mathcal {N}}^{-2}&=\sum _{m_{i}}\sum _{n_{j}}{\frac {(z_{i}/2)^{m_{i}}(z_{j}/2)^{n_{j}}}{m!n!}}\langle \mathrm {MFT} |\prod _{i\,j}({\tilde {\mathbf {q} }}_{i})^{2m_{i}}({\tilde {\mathbf {q} }}_{j}^{\dagger })^{2n_{j}}|\mathrm {MFT} \rangle \\&=\prod _{i}\sum _{m_{i}}(z_{i}/2)^{2m_{i}}{\frac {(2m_{i})!}{m_{i}!^{2}}}\\&=\prod _{i}\sum _{m_{i}}(z_{i})^{2m_{i}}{1/2 \choose m_{i}}={\sqrt {\det(1-|Z|^{2})}}\end{aligned}}}
元々の励起と新たな励起の結合は、次のように与えられる。
{\displaystyle {\tilde {\mathbf {a} }}_{i}=\left({\frac {1}{\sqrt {1-Z^{2}}}}\right)_{ij}\mathbf {a} _{j}+\left({\frac {1}{\sqrt {1-Z^{2}}}}Z\right)_{ij}\mathbf {a} _{j}^{\dagger }}.

## 関連記事
- 物理学
- 物性物理学
- 原子核物理学